# Coppa Italia di pallacanestro maschile 2000
La Coppa Italia di pallacanestro maschile 2000 è stata la ventiquattresima edizione della manifestazione.
Denominata "Trofeo Yoga" per ragioni di sponsorizzazione, si è svolta dal 26 al 29 gennaio 2000 al PalaPentimele di Reggio Calabria.

## Squadre
Le squadre qualificate sono le prime sette classificate del girone d'andata della Serie A1 1999-2000 e la prima classificata del girone d'andata della Serie A2 1999-2000.
1. Paf Bologna
2. Kinder Bologna
3. AdR Roma
4. Scavolini Pesaro
5. Viola Reggio Calabria
6. Ducato Siena
7. Benetton Treviso
8. Sicc Jesi (1ª in serie A2)

## Tabellone
Il primo turno si è svolto il 26 e 27 gennaio 2000; le semifinali il 28 gennaio, e la finale il 29 gennaio.
|  | Quarti di finale 26-27 gennaio | Quarti di finale 26-27 gennaio | Quarti di finale 26-27 gennaio |                |    | Semifinali 28 gennaio | Semifinali 28 gennaio | Semifinali 28 gennaio |  |  | Finale 29 gennaio | Finale 29 gennaio | Finale 29 gennaio |
|  |                                |                                |                                |                |    |                       |                       |                       |  |  |                   |                   |                   |
|  | 1                              | Benetton Treviso               | 79                             |                |    |                       |                       |                       |  |  |                   |                   |                   |
|  | 8                              | AdR Roma                       | 74                             |                |    |                       |                       |                       |  |  |                   |                   |                   |
|  | 8                              | AdR Roma                       | 74                             |                |    | Benetton Treviso      | 87                    |                       |  |  |                   |                   |                   |
|  |                                |                                |                                |                |    | Benetton Treviso      | 87                    |                       |  |  |                   |                   |                   |
|  |                                |                                | Scavolini Pesaro               | 84             |    |                       |                       |                       |  |  |                   |                   |                   |
|  | 4                              | Scavolini Pesaro               | Scavolini Pesaro               | 84             | 81 |                       |                       |                       |  |  |                   |                   |                   |
|  | 4                              | Scavolini Pesaro               |                                |                | 81 |                       |                       |                       |  |  |                   |                   |                   |
|  | 5                              | Sicc Jesi                      | 72                             |                |    |                       |                       |                       |  |  |                   |                   |                   |
|  |                                |                                |                                |                |    |                       |                       |                       |  |  |                   | Benetton Treviso  | 78                |
|  |                                |                                |                                | Kinder Bologna | 59 |                       |                       |                       |  |  |                   |                   |                   |
|  | 3                              | Ducato Siena                   | 75                             |                |    |                       |                       |                       |  |  |                   |                   |                   |
|  | 6                              | Paf Bologna                    | 74                             |                |    |                       |                       |                       |  |  |                   |                   |                   |
|  | 6                              | Paf Bologna                    | 74                             |                |    | Kinder Bologna        | 95                    |                       |  |  |                   |                   |                   |
|  |                                |                                |                                |                |    | Kinder Bologna        | 95                    |                       |  |  |                   |                   |                   |
|  |                                |                                | Ducato Siena                   | 65             |    |                       |                       |                       |  |  |                   |                   |                   |
|  | 2                              | Kinder Bologna                 | Ducato Siena                   | 65             | 89 |                       |                       |                       |  |  |                   |                   |                   |
|  | 2                              | Kinder Bologna                 |                                |                | 89 |                       |                       |                       |  |  |                   |                   |                   |
|  | 7                              | Viola Reggio Calabria          | 62                             |                |    |                       |                       |                       |  |  |                   |                   |                   |

## Verdetti
- Vincitrice della Coppa Italia: Benetton Treviso

Formazione: Marcelo Nicola, Tyus Edney, Riccardo Pittis, Denis Marconato, Jeff Sheppard, Massimo Bulleri, Ismael Santos, Brad Traina, William Di Spalatro, Tim Nees. Allenatore: Piero Bucchi.
- MVP del torneo: Denis Marconato - Benetton Treviso[1].